# Liceum Ogólnokształcące im. Władysława Sikorskiego w Międzyrzecu Podlaskim
Liceum Ogólnokształcące im. generała Władysława Sikorskiego w Międzyrzecu Podlaskim – liceum ogólnokształcące w Międzyrzecu Podlaskim. 

## Historia
Liceum istnieje od 1944 roku, powstało jako Prywatne Koedukacyjne Gimnazjum Ogólnokształcące. W roku 1948 znacjonalizowane i przekształcone w Liceum Ogólnokształcące.
W lutym 1951 uczniowie tej szkoły założyli tajną organizację antykomunistyczną ZEW.
Szkoła kształci około 500 uczniów w 16 oddziałach z całej ziemi międzyrzeckiej i kilku okolicznych powiatów.

## Absolwenci
- Elżbieta Dzikowska
- Józef Geresz
- Andrzej Kopiczyński
- Sława Przybylska